# Lotte Henriksen
Lise-Lotte Würtz Henriksen (født 22. januar 1963 i København) er en dansk politiker, der var medlem af Folketinget 1990-1998, valgt for Socialdemokratiet i Fredensborgkredsen (Frederiksborg Amtskreds). 
Henriksen blev student fra Frederikssund Amtsgymnasium i 1981, gik på Ry Højskole i 1983 og blev kandidat i offentlig administration (cand.scient.adm.) fra Roskilde Universitetscenter i 1996. Før hun blev folketingsmedlem arbejdede hun som klubmedarebjder og pædagogmedhjælper 1981-1983 og medlemssekretær i Folketinget 1984-1987.
Hun blev opstillet til Folketinget i 1989 og blev indvalgt ved valget året efter. Hun var næstformand for Socialdemokratiets folketingsgruppe og medlem af partiets forretningsudvalg og hovedbestyrelse 1992-1994. Hun var medlem af Folketinget frem til 10. marts 1998.
Både før og under sin periode i Folketinget havde Lotte Henriksen desuden en række tillidsposter, bl.a. var hun 1979-1981 formand for medlemsudvalget i Ungdomsringen og medlem af dens hovedbestyrelse 1981-1989. Fra 1983 var hun medlem af Styrelsen i Dansk Ungdoms Fællesråd, næstformand 1985-1988, formand for internationalt udvalg 1986-1988 og formand 1988-1989. Fra 1985 til 1986 var hun medlem af styrelsen for Mellemfolkeligt Samvirke. 